# Ацо Пејовић
Александар „Ацо” Пејовић (Пријепоље, 18. април 1972) српски је поп-фолк певач.

## Биографија
Дошао је у Београд 1994. године и свој први наступ је имао у Београдској пицерији „Бата” на Звездари.
Ацо Пејовић је издао свој први албум за Best Records 2000. године. На првом албуму налазиле су се песме: Виђаш ли је друже мој, Црни роб, Пролазе дани, пролазе ноћи и друге. Добио је награду „Оскар популарности” исте године као дебитант. Уследила су многа гостовања по земљи и иностранству, интервјуи, емисије.
Након тога, 10. септембра 2002. године објавио је свој други албум под називом Превара. Наставио је своју сарадњу са Злајом Тимотићем и овог пута сарађивао је са издавачком кућом „Music Star Production”. Издвајају се песме Пет минута, Не дирај ми ноћи, као и песма Превара за коју је снимио и свој други спот у каријери, али овог пута у сарадњи са „Visual Infinity”. Редитељ спота је Кеки.
Ацо је наставио свој успон на естради и 2004. године у опуштеној атмосфери у студију „Galaxy” са власником и продуцентом Злајом Тимотићем, снимио је свој трећи албум „Опуштено”. Исте године наступао је на „Будванском фестивалу” и освојио је 2. место публике и 4. место жирија. Песма Опуштено за коју је Ацо снимио спот у продукцији „Visual Infinity” иницира и две награде, „Златни мелос” и „Мелцо”. За спот 2005. године добио је награду за спот године од ТВ Палма. У Вршцу на манифестацији „Дани естраде” добио је награду за хит године. Са трећег албума издваја се и песма „Такси” за коју је снимио спот са Дејаном Милићевићем.
Успешно је завршио и свој четврти албум 2006. године који је издао за „Гранд продукцију”. Најпопуларније песме са овог албума су Неверна, Јелена, Литар крви, Спаваш ли и друге.
Његов следећи албум је издат 2007. године за „Гранд продукцију” са осам хитова као што су: У мојим венама, Сети ме се, Увенуће јасмин бели и остале песме.
Године 2013. Ацо Пејовић одржао је велики солистички концерт у Београдској арени пред 21.000 фанова на којем је премијерно отпевао дует са Зорицом Брунцлик, а у јуну 2014. године издао је дует са Тропико бендом Неко трећи.

## Дискографија

### Албуми
- Виђаш ли је друже мој (2000)
- Превара (2002)
- Опуштено (2004)
- Неверна (2006)
- У мојим венама (2007)
- Ацо Пејовић 2010 (2010)
- Све ти дугујем (2013)
- Парче неба (2015)
- Хотел туге (2024)

### Синглови
- Не зовите је (2008)
- Доживотна (2010)
- Успомене (дует са Џенаном Лончаревићем) (2010)
- Између нас (2012)
- Ходам у празно (2012)
- Макар задњи пут (2012)
- Ходам у празно (2012)
- Поплава (дует са Министаркама) (2013)
- Данас нећу плакати (дует са Зорицом Брунцлик) (2013)
- Треба ми нешто јаче (2013)
- Ово вино (2013)
- Неко трећи (дует са Тропико Бендом) (2014)
- Нисам пао (2016)
- Литар вина литар крви (дует са Александром Пријовић) (2017)
- Штета за нас (2018)
- Фатална доза (2018)
- Блуд и неморал (дует са Едитом Арадиновић) (2018)
- Добродошле сузе моје (2018)
- Музеј (2018)
- Не питај (2019)
- Реците ми ко је жени (2021)

### Спотови
| Спот                     | Година | Режисер            |
| ------------------------ | ------ | ------------------ |
| Превара                  | 2002   | Visual Infinity    |
| Опуштено                 | 2004   | Visual Infinity    |
| Taxi                     | 2005   | Дејан Милићевић    |
| Неверна                  | 2006   | Visual Infinity    |
| Ако ме волиш иди од мене | 2007   | —                  |
| Макар задњи пут          | 2012   | Ведад Јашаревић    |
| Око мене све             | 2013   | Харис Дубица       |
| Поплава                  | 2013   | Човек машина       |
| Неко трећи               | 2014   | Андреј Илић        |
| Боли као метак           | 2014   | Андреја Дамјановић |
| Нисам пао                | 2016   | Харис Дубица       |
| Литар вина литар крви    | 2017   | Андреј Илић        |
| Штета за нас             | 2017   | Арнеј Мисирлић     |
| Фатална доза             | 2018   | NN Media           |
| Блуд и неморал           | 2018   | NN Media           |
| Добродошле сузе моје     | 2018   | Tsunami production |
| Музеј                    | 2018   | NN Media           |
| Не питај                 | 2019   | Харис Дубица       |
| Реците ми ко је жени     | 2021   |                    |
| Рано је                  | 2023   | Андрија Гркић      |
| Соба 501`                | 2024   | Љуба Радојевић     |
| Посљедни валцер          | 2024   | Љуба Радојевић     |

## Фестивали
- 2004. Пјесма Медитерана, Будва — Не умем да те не волим
- 2008. Гранд фестивал — Не зовите је
- 2010. Гранд фестивал — Доживотна